# Ophiuche veltalis
Ophiuche veltalis är en fjärilsart som beskrevs av William Schaus 1904. Ophiuche veltalis ingår i släktet Ophiuche och familjen nattflyn. Inga underarter finns listade i Catalogue of Life.